# 杭州特色街道列表
杭州特色街道列表主要介绍杭州市的特色街道。

## 特色街区
以下8条为传统特色街区：
- 河坊街，历史文化特色街区，步行街
- 南山路，艺术休闲特色街区
- 武林路，时尚女装街区
- 新华路，丝绸街
- 湖滨路，旅游商贸特色街区，步行街
- 文三路，电子信息街区
- 四季青，服装特色街区
- 梅家坞，茶文化村

以下8条为重点打造的商业特色街区：
- 北山路，历史文化街区
- 中山路，历史文化商业街
- 庆春路，金融商务街
- 百井坊巷，商贸街区
- 秋涛路，家居特色街
- 石祥路，汽车贸易街
- 小河直街，传统民居街区
- 曙光路，都市休闲街区

### 其他重要街道
- 延安路
- 解放路
- 南宋御街，步行街
- 小營巷，杭州市歷史文化街區（歷史地段）